# Юрцево (Витебская область)
Ю́рцево (бел. Юрцава) — деревня в Оршанском районе Витебской области Белоруссии, в составе Межевского сельсовета. Население — 511 человек (2019).

## География
Деревня находится в 4 км к юго-востоку от центра сельсовета Межево и в 12 км к северо-западу от центра города Орша. Через деревню течёт небольшая река Скунья, приток Оршицы. Через Юрцево проходит автомагистраль М1, на восточной окраине деревни находится одноимённая ж/д станция (линия Орша — Витебск).

## История
В 1670 году упоминается как фольварк в Оршанском повете ВКЛ.

## Достопримечательность
- Усадьба Любомирских. Усадебный дом для инвалидов и ветеранов войны 1812 года построен предположительно в 1820 году Константином Любомирским, воевавшим в 1812 году на стороне Наполеона. Первых пациентов госпиталь принял в 1869 году. В советское время в здании размещался госпиталь для ветеранов. В 2020-х годах здание отреставрировано под лечебный корпус Витебского областного госпиталя инвалидов Великой Отечественной войны «Юрцево».

#### Памятник, скульптура
- Братская могила советских воинов

## Галерея

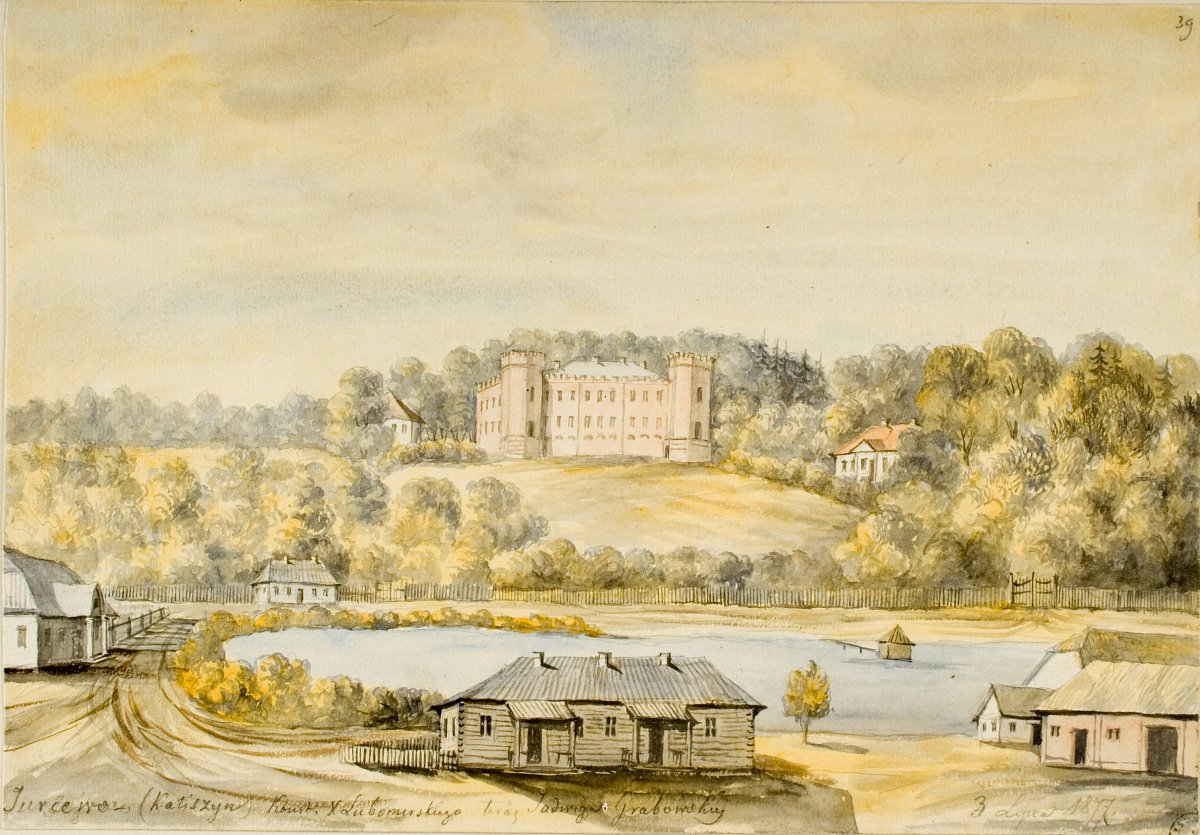
Усадьба Любомирских в Юрцево на картине Н. Орды (1877 год)
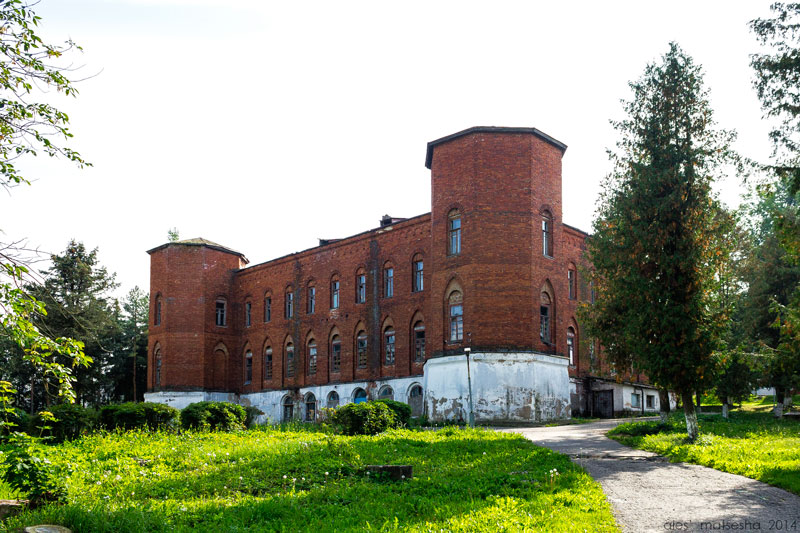
Вид усадьбы 2014 года
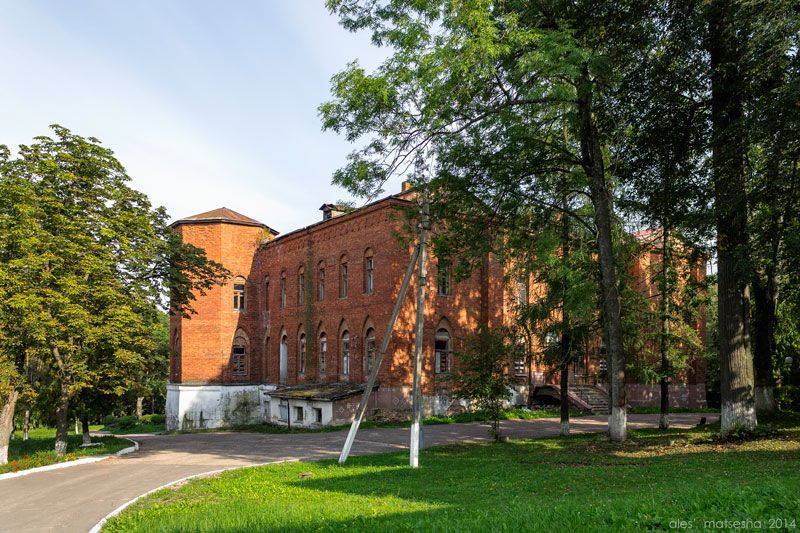
Вид усадьбы 2014 года